# 기립성 저혈압
기립 저혈압(영어: orthostatic hypotension, 기립성 저혈압(起立性低血壓)) 또는 체위 저혈압(영어: postural hypotension)은 저혈압의 일종으로, 누워 있거나 혹은 앉아 있다가 일어나는 경우와 같이 체위의 급작스러운 변화에 따라서 혈압이 떨어지는 질병을 뜻한다.

## 정의
정상적인 사람의 경우에도 갑자기 일어서게 되는 경우 정맥환류(venous return)가 갑자기 감소하기 때문에 심박출량(cardiac output)이 감소하고, 결과적으로 혈압이 감소하게 된다. 이 경우 수축기 혈압은 약 5-10mmHg 감소하며, 이완기 혈압은 약 5-10mmHg 증가하게 된다. 하지만 기립성 저혈압 환자의 경우 자세의 변화에 따라 큰 폭의 혈압 변동이 일어나는 것이 특징이다.
기립성 저혈압의 정의는 누운 상태에서 측정한 안정 시 혈압에 비해 일어선 경우에 수축기 혈압이 20mmHg 이상, 또는 이완기 혈압이 10mmHg 이상 떨어지는 경우를 의미한다. 이때 혈압의 측정은 기립한 후로부터 3분 이내에 측정해야 한다.

## 원인
- 자율신경계 기능 부전 (Autonomic failure)
- 체액 결핍 (Volume depletion)
- 약물-유발성 (Drug induced)
- 반사성 실신 (Reflex syncope)

## 증상
주로 호소하는 증상은 어지러움이다. 망막이나 뇌의 후두엽에 순간적인 허혈이 생겨 갑자기 눈 앞이 캄캄해지는 현상(visual blurring)을 보이기도 한다. 목 뒤쪽의 통증을 호소하기도 한다. 심한 경우 폐의 환기에 영향을 미쳐 호흡곤란을 일으키거나, 협심증, 실신 등의 증상이 나타나기도 한다.

## 치료
탄수화물 섭취 자제, 수분 섭취 증가 등 식이습관 조절을 먼저 고려해 볼 수 있다. 심한 경우 플루오로코티손, 미도드린, 비스테로이드 항염증제(NSAID), 카페인 등을 투여할 수 있다. 이 외에 스쿼트, 까치발 들기와 같은 운동이나, 압박 스타킹 착용 등의 재활을 통해 증상을 완화시킬 수 있다.

## 같이 보기
- 기립성 조절장애